# Iurus
Iurus je rod štírů čeledi Iuridae. Štíři rodu Iurus se vyskytují v Řecku a jižním Turecku. Štíři tohoto rodu jsou největšími štíry Evropy, dorůstají až 10,5 cm, čímž o 2,5 cm přerůstají štíra středomořského. Štíři se zdržují na vlhkých místech. Štír je chovatelsky atraktivní, hnědě až černě zbarvený se slabou jedovatostí.

## Druhy
Rod obsahuje druh Iurus dufoureius, který vytváří dva poddruhy, dříve považované za samostatné druhy Iurus asiaticus a Iurus dufoureius. Nepotvrzený druh je Iurus dekanum, z pohoří Dekanv Indii, lokalita je zřejmě chybná, byl synonimizován s druhem I. dufoureius.